# Mercedes-Benz MB 100

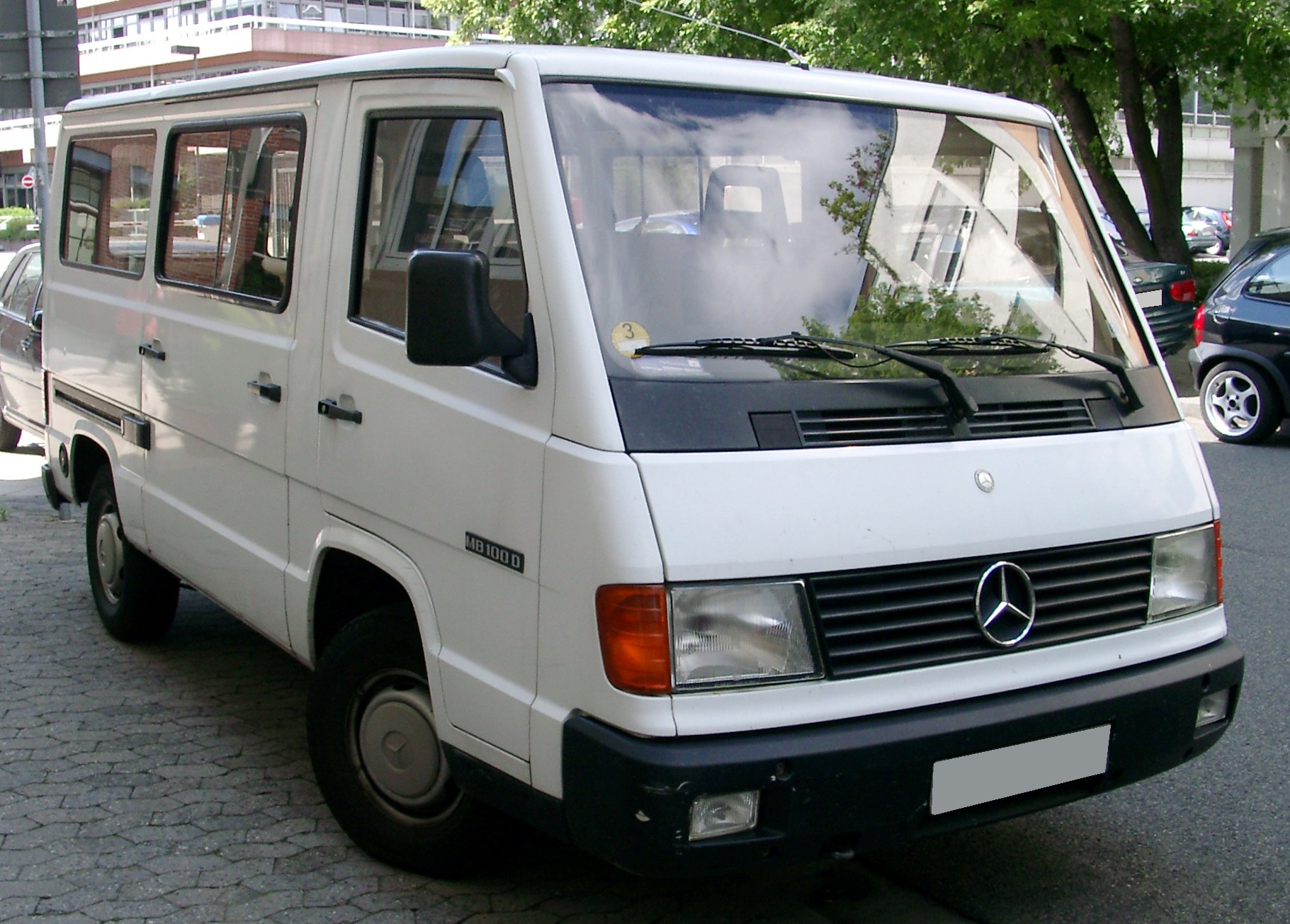
Mercedes-Benz MB 100 (1992-1995)

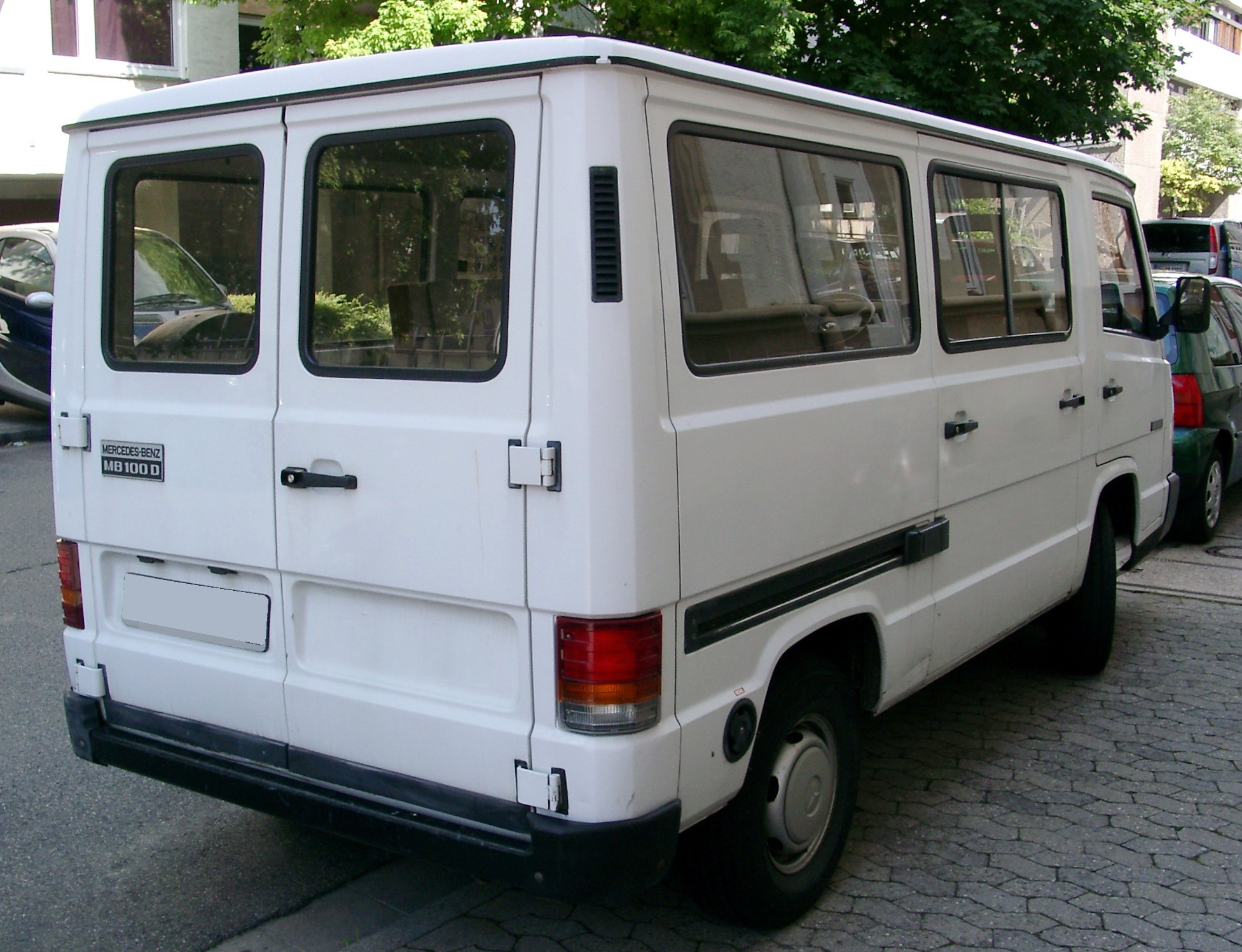
Mercedes-Benz MB 100 (1992-1995)

Mercedes-Benz MB 100 — автомобіль виробництва Mercedes-Benz. У Німеччині вироблявся з 1988 до 1995 року.
На європейському ринку його замінила нова модель Mercedes-Benz Vito.
 Крім того, SsangYong підготувала свою версію мікроавтобуса, яка називається SsangYong Istana.

## Історія
Для розширення кола комерційних автомобілів Daimler-Benz в 1988 року представив модель MB 100 серії Bm 631. Яка пропонувалась Німеччині до 1995 року. Транспортний засіб отримав тільки один 2,4-літровий дизельний двигун (OM 616) потужністю 72 к.с. (53 кВт) або 75 к.с. (55 кВт) і два варіанти колісної бази: 2450 мм та 2670 мм. Виробництво відбувалося на заводі Вікторія в Іспанії, який купив в 1981 році Daimler-Benz. Конкурентами моделі були VW Transporter і Ford Transit. В 1992 році модель оновили. Наступником моделі був Mercedes-Benz Vito.
Після припинення виробництва MB 100 в Іспанії в 1995 році, виробництво моделі але вже з новим азійським кузовом почалося в Кореї на заводі Ssangyong (серія Bm 661). Автомобіль пропонувався в двох варіантах колісної бази: в короткій, як MB 100 і в довгій, як MB 140. Автомобіль оснащався 2,9-літровими дизельними двигуном і 2,3-літровим бензиновим. З 2004 року автомобіль складається у В'єтнамі методом CKD. Він користувався великою популярністю в Азії і Центральній Америці, а також в Австралії. Після поступового припинення виробництва в попередніх країнах виробництво моделі перенесли в Китай на підприємство Ssangyong-Anteilseigener Shanghai Automotive Company. Проте, продається вже не під маркою Mercedes-Benz або Ssangyong, а називається SHAC Istana.

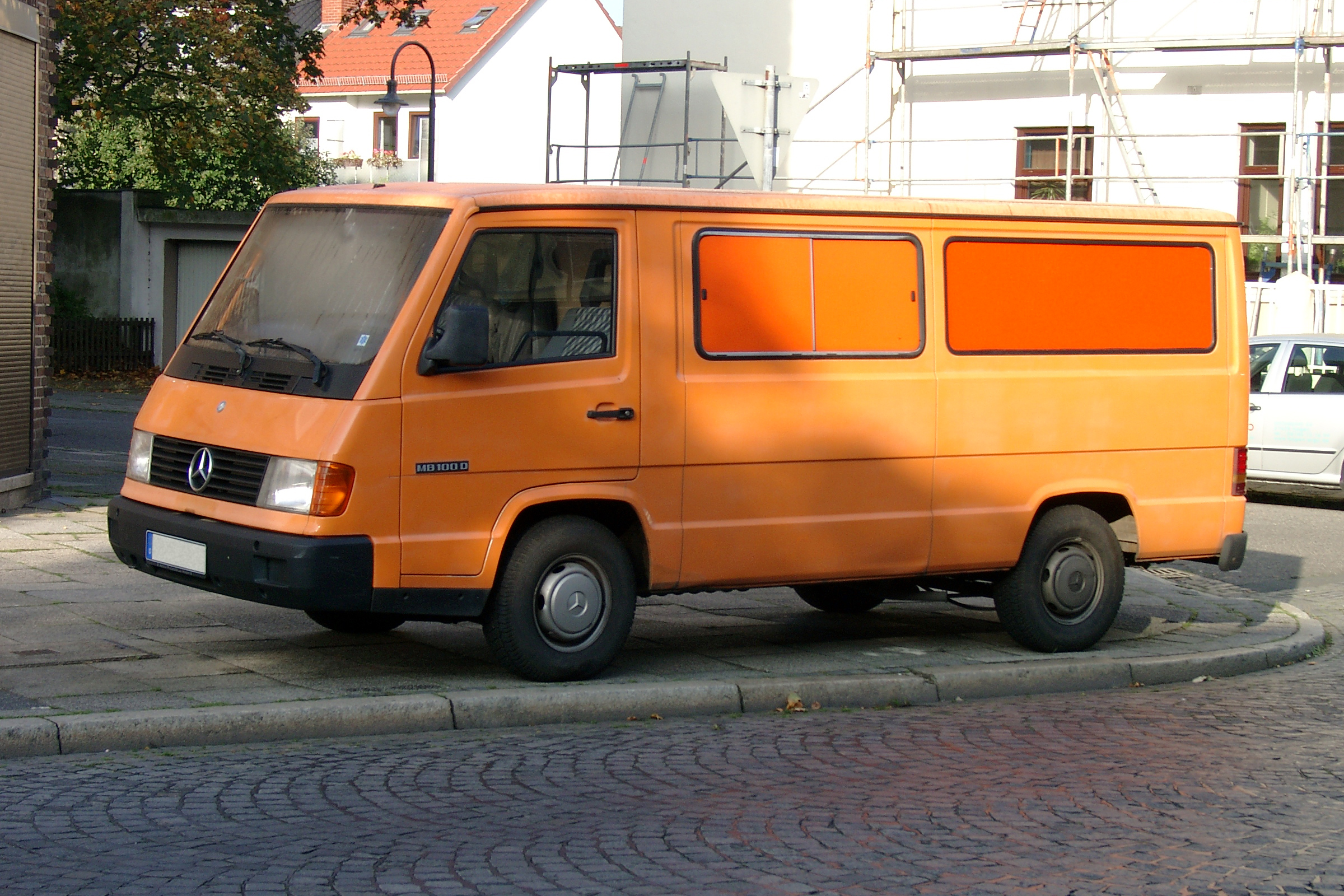
Mercedes-Benz MB 100D (1992-1995)
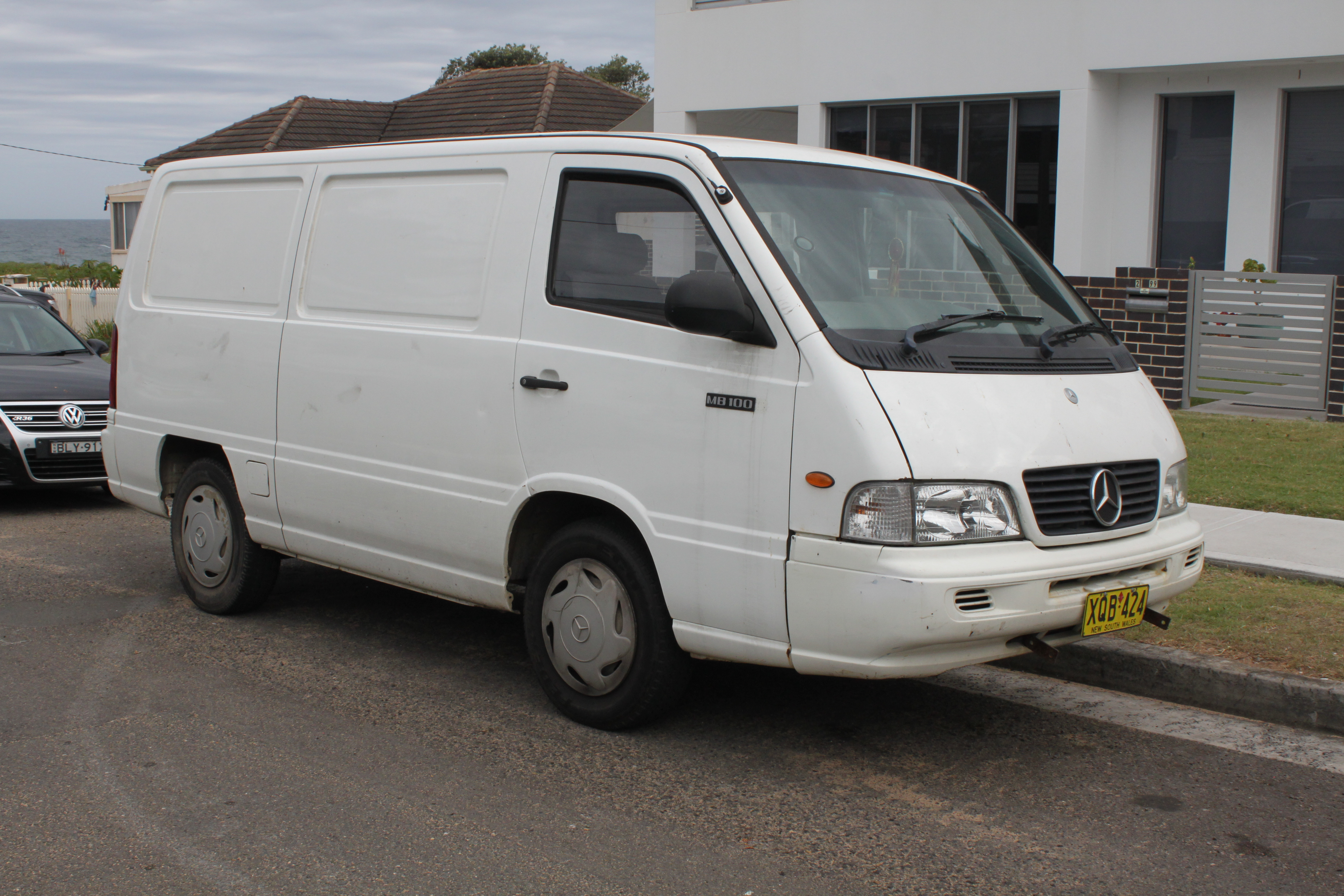
Mercedes-Benz MB 100 (1995-2003)
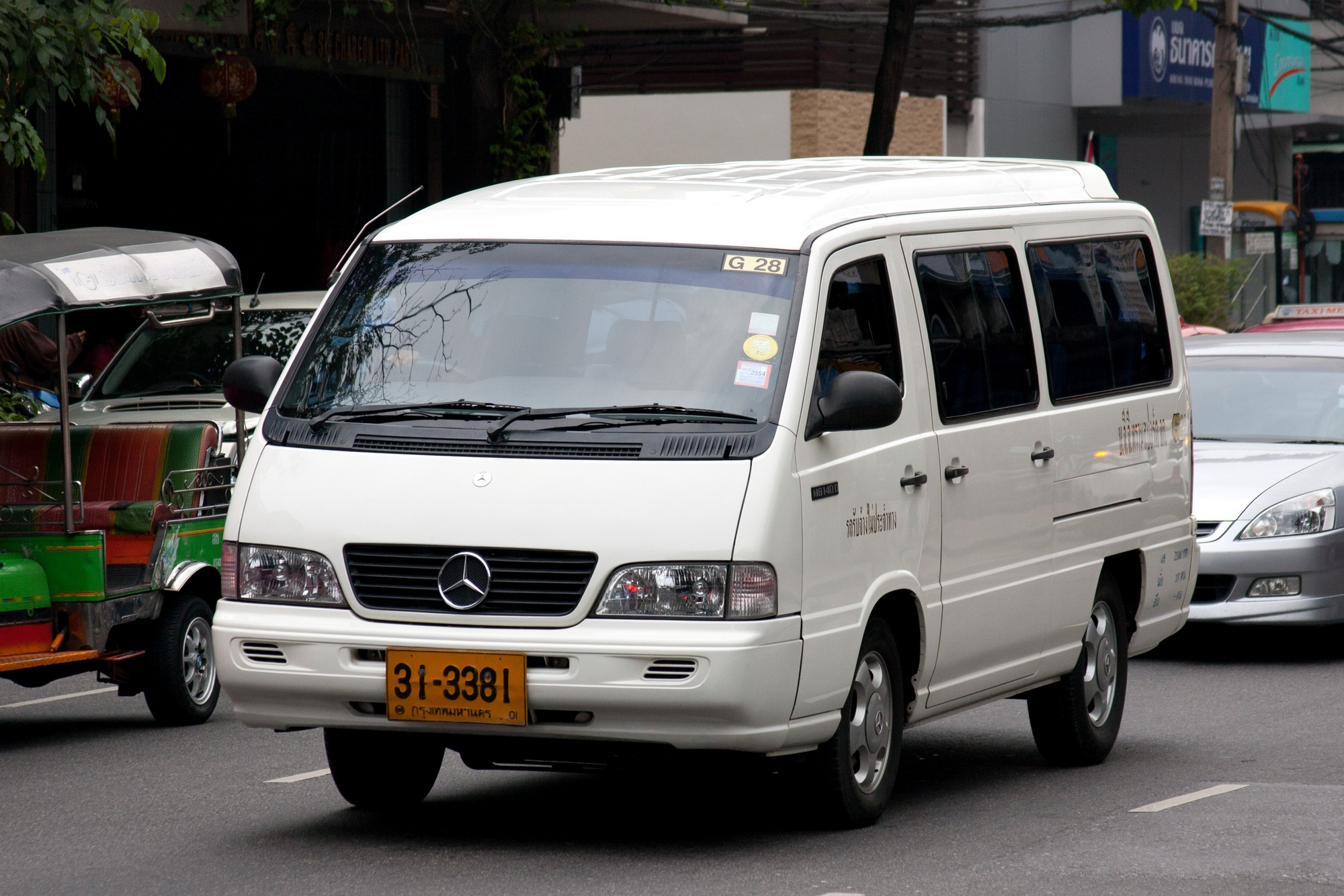
Mercedes-Benz MB 140D (1995-2003)
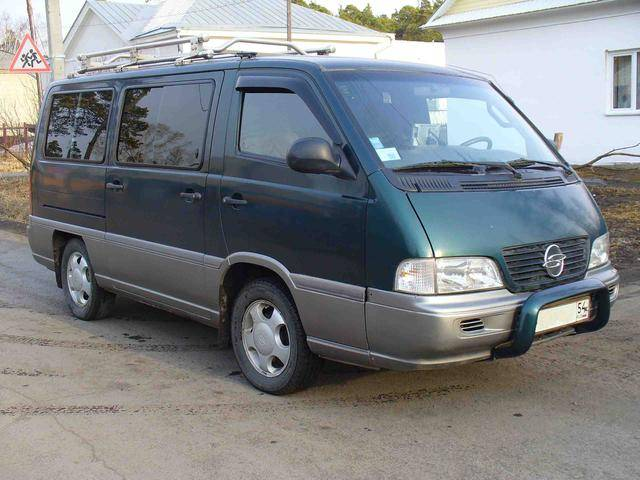
SsangYong Istana (1995-2003)

## Двигуни
- 2.3 л M111 DOHC I4
- 2.4 л OM616 OHC I4 diesel 72-75 к.с.
- 2.9 л OM602 OHC I5 diesel